# Церква Покрови Пресвятої Богородиці (Жеребки)
Церква Покрови Пресвятої Богородиці в Жеребках — парафія і храм Скалатського благочиння Тернопільської єпархії Православної церкви України в селі Жеребки Тернопільського району Тернопільської области.
Оголошена пам'яткою архітектури місцевого значення.

## Історія церкви
У селі стояла дерев'яна церква Покрови Пресвятої Богородиці. Завдяки спільним зусиллям жителів розпочалося будівництво нового кам'яного храму, а стару дерев'яну споруду, яка простояла 105 років, розібрали. Значну допомогу надали емігранти, вихідці з села Жеребки.
14 жовтня 1912 року храм було освячено.
Під час Другої світової війни приміщення церкви використовували як зерносховище.
З 1951 до 1989 року громаду обслуговували священники із сусідніх парафій.
У 1989 році в храмі провели ремонтні роботи.

## Парохи
- о. Фома Герасимович (1809-1852),
- о. Петро Зухаевич (1852-1899),
- о. Клим Слюзар (1899-1901),
- о. Григорій Дяків (1901-1919),
- о. Василь Бачинський (1920-1951),
- о. Оберляйт Яворський,
- о. Василь Мерещак,
- о. Йосип Костецький,
- о. Василь Блаватний (з 1996).